# كييفتسي
كييفتسي (بالبلغارية: Киевци)‏ قرية تقع إدارياً ضمن بلدية غابروفو ‏ في بلغاريا. ويبلغ عدد سكانها 111 نسمة حسب تعداد 15 مارس 2015. تعتمد كييفتسي للبريد على الرمز البريدي 5345.